# D.R.U.G.S.
Albums de Destroy Rebuild Until God Shows
Live From Hot Topic
(2011)
Singles
1. If You Think This Song Is About You, It Probably Is
Sortie : 11 novembre 2010
2. Mr. Owl Ate My Metal Worm
Sortie : 06 décembre 2010
3. Sex Life
Sortie : 18 janvier 2011
4. My Swagger Has A First Name
Sortie : 31 janvier 2011

D.R.U.G.S. est le premier album studio du groupe Destroy Rebuild Until God Shows. Il est sorti le 22 février 2011.

## Production et enregistrement
Le 25 août 2010, le groupe est localisé à Los Angeles enregistrant leur premier album avec John Feldmann. Selon un message sur Twitter posté par Craig Owens le 17 octobre 2010, l'album D.R.U.G.S. est finalisé et attend d'être commercialisé. Un message similaire est posé par Matt Good un jour plus tard.
Le 11 novembre 2010, Destroy Rebuild Until God Shows commercialise son premier single intitulé If You Think This Song Is About You, It Probably Is. Le 6 décembre 2010, il commercialise son second single, Mr. Owl Ate My Metal Worm (qui est avec le titre Laminated E.T. Animal un palindrome). Viennent ensuite les singles Sex Life le 18 janvier 2011 et My Swagger Has A First Name le 31 janvier 2011.

## Ventes
L'album se vend à plus de 14 000 exemplaire dès sa première semaine de commercialisation  et se place à la vingt-neuvième place du Billboard 200,.

## Liste des pistes
Toutes les chansons sont écrites et composées par Destroy Rebuild Until God Shows.
| D.R.U.G.S. | D.R.U.G.S.                                          | D.R.U.G.S. | D.R.U.G.S. | D.R.U.G.S. | D.R.U.G.S. | D.R.U.G.S. | D.R.U.G.S. | D.R.U.G.S. | D.R.U.G.S. |
| No         | Titre                                               | Durée      |            |            |            |            |            |            |            |
| ---------- | --------------------------------------------------- | ---------- | ---------- | ---------- | ---------- | ---------- | ---------- | ---------- | ---------- |
| 1.         | If You Think This Song Is About You, It Probably Is | 2:31       |            |            |            |            |            |            |            |
| 2.         | The Only Thing You Talk About                       | 3:20       |            |            |            |            |            |            |            |
| 3.         | Graveyard Dancing                                   | 2:59       |            |            |            |            |            |            |            |
| 4.         | Mr. Owl Ate My Metal Worm                           | 3:26       |            |            |            |            |            |            |            |
| 5.         | Sex Life                                            | 3:30       |            |            |            |            |            |            |            |
| 6.         | Laminated E.T. Animal                               | 3:32       |            |            |            |            |            |            |            |
| 7.         | Stop Reading, Start Doing Pushups                   | 2:32       |            |            |            |            |            |            |            |
| 8.         | I'm The Rehab, You're The Drugs                     | 4:04       |            |            |            |            |            |            |            |
| 9.         | I'm Here To Take The Sky                            | 3:53       |            |            |            |            |            |            |            |
| 10.        | The Hangman                                         | 3:50       |            |            |            |            |            |            |            |
| 11.        | My Swagger Has A First Name                         | 7:48       |            |            |            |            |            |            |            |
| 37:40      |                                                     |            |            |            |            |            |            |            |            |

Pistes bonus version japonaise et Itunes
1. A Little Kiss And Tell – 3:22

Piste bonus version deluxee
1. If You Think This Song Is About You, It Probably Is  (vidéo)  – 8:30
2. Documentary – 19:01

## Collaborateurs
- Craig Owens - chant
- Nick Martin - guitare, chant
- Matt Good - guitare, Synthé, chant
- Adam Russel - basse
- Aaron Stern - batterie